# Brevipalpus janeae
Brevipalpus janeae är en spindeldjursart som beskrevs av De Leon 1961. Brevipalpus janeae ingår i släktet Brevipalpus och familjen Tenuipalpidae. Inga underarter finns listade.